# محمد الأنسي
محمد بن عمر الأنسي (1880 - 1951)، من أقدم الشخصيات العربية التي خدمت في ديوان الأمير عبد الله بن الحسين مع البدايات الأولى لتأسيس الدولة الأردنية. وقد تولى منصب رئيس الديوان الأميري لثلاث مرات بالإضافة إلى المناصب النيابية والوزارية الأردنية، وكان صحفيا وأديبا.
ولد عام 1880 في محلة (تلة الخياط) في بيروت وتقول بعض المصادر إنه ولد في منطقة (حلب) السورية، ولكن مصادر أخرى تقول بأنه ولد في مدينة (طرابلس) اللبنانية وفيها درس وتعلم، ثم التحق في الجيش العثماني في الحرب العالمية الأولى وبعد ذلك التحق بالثورة العربية الكبرى ثم خدم في الحكومة الفيصلية في سورية وبعد سقوطها لاحقه الفرنسيون فالتجأ إلى الأردن، حيث حضر إلى اربد ومنها إلى عمان ثم إلى معان حيث التحق في خدمة الأمير عبد الله بن الحسين في أواخر عام 1920، وقام بإصدار جريدة (الحق يعلو) بالاشتراك مع عبد اللطيف شاكر، وقد صدر منها 4 أعداد في معان وعددان في عمان، وكانت توزع مجانا في الأردن وسورية ولبنان وفلسطين، وبعد ذلك عين في وظيفة الكاتب الخاص في الديوان الأميري، ثم عين رئيسا للديوان الأميري .

## رئاسة الديوان الأميري
- الأولى: 1923 وبعد استقالته من رئاسة الديوان الأميري، بقي في الديوان حيث عين كاتبا للشيفرة .
- الثانية: أعيد تعيينه رئيسا للديوان الأميري بتاريخ 15 يونيو 1925، واستمر في هذا المنصب حتى شهر سبتمبر 1927، وتولى من بعده السيد حامد الوادي.

وبعد استقالته من رئاسة الديوان الأميري للمرة الثانية، انتخب عضوا في المجلس التشريمي الأول عن لواء البلقاء، خلال الفترة (2 إبريل 1929 - 9 فبراير 1931).
- الثالثة: أعيد تعيينه رئيسا للديوان الأميري (للمرة الثالثة) في أعقاب استقاله رئيس الديوان الأمير جميل بن ناصر، واستمر في هذا المنصب خلال الفترة (سبتمبر 1938 - يونيو 1942). ثم استقال وتولى بعده السيد هاشم خير.

بعد ذلك عين وزيرا للداخلية والمعارف بدلا من سمير الرفاعي في التعديل الذي جرى على حكومة توفيق أبو الهدى الخامسة في 30 أكتوبر 1943 واستمر حتى 13 يوليو 1944 م. إذ جرى تعديل الوزارة المذكورة، وتولى وزاة الداخلية والعدلية واستمر حتى 14 أكتوبر 1944 م، إذ استقالت الوزارة.

## آثاره ومؤلفاته
ترك الانسي مجموعة من المقالات في العديد من الصحف والمجلات والتي لم تجمع حتى الآن، كما ورد أنه قام بإعداد وترجمة طريقة "بريل للكتابة والقراءة لفاقدي البصر إلى اللفة العربية حيث حاول التوفيق بين أشكال الحروف المستخدمة في الكتابة العادية وشكلها في الكتابة النافرة، وقد نقل الأنسي عددا من الكتب.

## وفاته
توفي الأنسي في عمان حوالي عام 1951.